# Briđe
Briđe (cyr. Бриђе) – wieś w Czarnogórze, w gminie Podgorica. W 2011 roku liczyła 29 mieszkańców.